# Andreas Zingerle
Andreas Zingerle (n. 25 noiembrie 1961, Rasun-Anterselva, Trentino-Tirolul de Sud, Italia) este un biatlonist ce a reprezentat Italia, medaliat olimpic. A participat la 4 ediții ale Jocurilor Olimpice (1984, 1988, 1992, 1994) în care a câștigat o medalie de bronz.